# Catoptria witmiella
Catoptria witmiella là một loài bướm đêm trong họ Crambidae.